# تاتسوکی کوبایاشی
تاتسوکی کوبایاشی (انگلیسی: Tatsuki Kobayashi؛ زادهٔ ۵ مهٔ ۱۹۸۵) بازیکن فوتبال اهل ژاپن است.